# 진우량
진우량(陳友諒, 1316년 ~ 1363년)은 원 말기의 군웅 세력 중 한 명이다. 주원장이 명나라 건국 시 멸망시킨 반란세력 중 하나였다.

## 생애
면양(지금의 호북성 면양현) 사람으로 어부의 아들로 태어났다. 일설에 의하면 사령운(謝靈運, 385 ~ 433)의 후손으로 본래는 사(謝)씨였는데, 진(陳)씨 집안에 데릴 사위로 들어가 진(陳)씨로 성을 고쳤다고 한다. 서수휘의 봉기군에 가담하여 원수 예문준의 휘하에 있었다. 서수휘 정권 내부에서 천완국의 실권을 장악하였다. 1360년 황제 서수휘를 살해하고 스스로 제위에 올라 국호를 대한(大漢)으로 고쳤다. 호북에서 강서에 걸친 일대의 세력을 모아 대한(大漢)황제를 칭하였으나 주원장과의 파양호(鄱陽湖) 전투에서 패배해 전사했다. 명사에는 주원장이 저우장의 심만삼의 재력에 도움을 받아, 서수휘, 진우량, 장사성 등의 세력을 격파했다고 나온다. 아들 진리(陳理)는 고려로 보내져 그 곳에서 죽었다. 순덕후(順德侯) 진리가 죽고 자식은 진명선(陳明善) 뿐이라는 진리의 처의 말이 태종실록에 실려있는데, 양산 진씨 족보에 진리의 아들은 진치화(陳致和)로 되어있고 진명선은 진치화의 아들로 되어있어 당대의 기록과 모순되는 점이 있다.

## 같이 보기
- 비천무